# Kanton Manosque-Sud-Ouest
Kanton Manosque-Sud-Ouest (fr. Canton de Manosque-Sud-Ouest) je francouzský kanton v departementu Alpes-de-Haute-Provence v regionu Provence-Alpes-Côte d'Azur. Tvoří ho tři obce.

## Obce kantonu
- Manosque (jihozápadní část)
- Montfuron
- Pierrevert